# Vassilis Tsiartas
Vassilis Tsartas és un exfutbolista grec.
Va viure els seus millors anys com a futbolista als clubs AEK Atenes, on fou el màxim golejador del campionat i nomenat millor jugador el 1996, Sevilla FC, on fou conegut com "el mag" pels seguidors, i FC Köln. El 14 de febrer de 2007 anuncià la seva retirada del futbol professional.
Debutà amb la selecció grega el 27 d'abril de 1994, disputant un total de 70 partits (12 gols, 5 de penal). Dues assistències seves enfront Espanya i la República Txeca van ser claus perquè la seva selecció assolís el campionat d'Europa de 2004.

## Palmarès
- Eurocopa de Futbol: 2004
- Lliga grega de futbol: 1993, 1994
- Copa grega de futbol: 1996, 2002